# Associação de Amizade - Novo Peru

Bandeira da Associação de Amizade Suécia - Novo Peru

A Associação de Amizade - Novo Peru é uma organização internacional que agrupa seguidores do marxismo-leninismo-maoísmo-Pensamento Gonzalo que apóiam o grupo terrorista peruano Sendero Luminoso. Este grupo está encarregado de coletar dinheiro e enviá-lo clandestinamente para o grupo terrorista, bem como divulgar a doutrina do Pensamento Gonzalo em todo o mundo. A associação tem filiais na Espanha, Suécia, EUA, Dinamarca, Bangladesh, Nepal, Turquia, Alemanha e Itália.